# Wartmannsroth
Wartmannsroth – miejscowość i gmina w Niemczech, w kraju związkowym Bawaria, w rejencji Dolna Frankonia, w regionie Main-Rhön, w powiecie Bad Kissingen. Leży w Rhön, około 20 km na południowy zachód od Bad Kissingen, nad rzeką Soława Frankońska, przy linii kolejowej Bad Kissingen – Gemünden am Main.

## Dzielnice
W skład gminy wchodzą następujące dzielnice: Dittlofsroda, Heiligkreuz, Schwärzelbach mit Neuwirtshaus, Völkersleier z Heckmühle, Waizenbach, Wartmannsroth i Windheim.

## Demografia
| Rok  | Liczba mieszk. |
| ---- | -------------- |
| 1970 | 2.476          |
| 1987 | 1.983          |
| 2000 | 1.776          |
| 2005 | 2.310          |

## Polityka
Wójtem jest Herbert Kohlhepp, jego poprzednikiem do 2002 był Thomas Bold. Rada gminy składa się z 13 członków:
|      | WZW Schwärzelbach | WZW Völkersleier-Heiligkreuz-Heckmühle | ZW Wartmannsroth | WZW Dittlofsroda | ZW Windheim | WZW Waizenbach | Razem     |
| 2002 | 4                 | 3                                      | 2                | 2                | 2           | 1              | 13 miejsc |

## Oświata
(na 1999)

W gminie znajduje się 100 miejsc przedszkolnych (z 44 dziećmi) oraz szkoła podstawowa (4 nauczycieli, 67 uczniów).